# Ferhat Odabaşı
Ferhat Odabaşı (* 15. Juli 1983 in Divriği) ist ein türkischer Fußballtorhüter.

## Karriere
Odabaşı erlernte das Fußballspielen in der Jugendmannschaft von Gençlerbirliği Ankara. 2001 wechselte er mit einem Profivertrag versehen zum Viertligisten Gençlerbirliği ASAŞ. Hier s
erkämpfte er sich schnell einen Stammplatz. Zur Saison 2003/04 wurde Gençlerbirliği ASAŞ von Gençlerbirliği Ankara aufgekauft und als eine Zweitmannschaften und Spielern aus der eigenen Jugend- und Reservemannschaft ausgestattet. Zum Saisonende erreichte man die Meisterschaft der TFF 3. Lig und stieg in die TFF 2. Lig auf. Zwei Spielzeiten später erreichte er mit Gençlerbirliği ASAŞ die Vizemeisterschaft der TFF 2. Lig und damit den direkten Aufstieg in die TFF 1. Lig. Bereits auf die darauffolgende Saison wurde man Meister der TFF 1. Lig und stieg in die Süper Lig auf. Somit stieg er mit seiner Mannschaft in fünf Spielzeiten vier Spielklassen auf. In der Süper Lig verlor Odabaşı seinen Stammplatz und kam nur sporadisch zu Einsätzen.
Zur Rückrunde wurde er an den Zweitligisten Eskişehirspor ausgeliehen. Mit dieser Mannschaft schaffte er den Relegationssieg der TFF 1. Lig damit erneut den Aufstieg in die Süper Lig.
Mit dem Auslaufen seines Vertrages bei Gençlerbirliği ASAŞ verließ er diese Mannschaft und ging zum Zweitligisten Çaykur Rizespor.
Nach einer Saison bei Rizespor wechselte er erneut, diesmal Kardemir Karabükspor. Hier erreichte man die Meisterschaft der TFF 1. Lig damit erneut den Aufstieg in die Süper Lig.
Nach jeweils einer Spielzeit bei Boluspor und Kayseri Erciyesspor wechselte er im Sommer 2012 spieltzu Göztepe Izmir. Mit Göztepe verpasste er zum Saisonende den Klassenerhalt. So verließ er diesen Verein und wechselte zum Zweitligisten Orduspor.
Zur Saison 2014/15 wechselte er zum Zweitligisten Elazığspor und spielte für diesen Verein eine Spielzeit lang.

## Erfolge
Mit Gençlerbirliği ASAŞ
- Meister der TFF 3. Lig und Aufstieg in die TFF 2. Lig: 2003/04
- Vizemeister der TFF 2. Lig und Aufstieg in die TFF 1. Lig: 2005/06
- Meister der TFF 1. Lig und Aufstieg in die Süper Lig: 2006/07

Mit Eskişehirspor
- Relegationssieger der TFF 1. Lig und Aufstieg in die Süper Lig: 2007/08

Mit Karabükspor
- Vizemeister der TFF 1. Lig und Aufstieg in die Süper Lig: 2009/10